# اوکه موچی
اوکه موچی (به ژاپنی: 保 食神؛ به معنای: «الههٔ دارندهٔ مواد غذایی»)، ایزدبانوی غذا در مذهب شینتو در ژاپن است. وقتی اوکه موچی با تسوکویمی ملاقات کرد، بود او یک مهمانی در مقابل اقیانوس برگزار کرد و از آب دهان خویش، ماهی آماده کرد، سپس او در برابر جنگل، از مقعد خویش جانوران شکاری خارج ساخت، در نهایت وی ضمن تبدیل زمین به شالیزار، سرفه زد و برنج از سرفه او پدید آمد (یا یک کاسه برنج). تسوکویمی از وی تنفر پیدا کرد و او را کشت. اما حتی جسد او غذا به وجود می‌آورد: ارزن، برنج، و لوبیا. ابروهای او نیز به ابریشم تبدیل شد.
این ایزدبانو گاهی اوقات نیز با نام اوگتسوهیمه-نو-کامی نامیده می‌شود. (大 宜 都比 売 神؟).
همچنین اوکه موچی در برخی افسانه‌ها به عنوان همسر ایناری و در بعضی از افسانه‌های دیگر خود ایناری معرفی شده‌است.

## افسانه
آماتراسو، برادر خویش خدای ماه را به زمین فرستاد تا کار اوکه موچی (خدابانوی تغذیه) را بررسی و حاصل کار را به خواهر گزارش دهد. خدای ماه به زمین آمده و اوکه موچی را دید که وظیفه خود را چنین انجام داد:
اوکه موچی رودرروی مزارع می‌ایستاد و با گشودن دهان از کامش، برنج پخته به مزارع سرازیر می‌شد، به دریا می‌نگریست و با گشودن دهان از کامش گیاهان مأکول [=قابل خوردن] و ماهی به دریا می‌ریخت، به تپه‌ها و جنگل‌ها نگاه می‌کرد و جانوران و حیوانات قابل صید از دهانش به جانب تپه و جنگل سرازیر می‌شدند. خدای ماه ناخشنود از این روال کار چندان خشمگین شد که اوکی موچی بیچاره را کشت و حاصل کار را به آماتراسو گزارش کرد.
می‌گویند تن اوکه موچی بعد از مرگ نیز وظایف خود را به نیکی انجام می‌داد و چنین بود که از سر او اسبان و گاوها، از ابروانش کرم ابریشم، از پیشانیش ارزن و از معدهٔ او برنج پدید آمد.
در برخی افسانه‌های ژاپنی، ابروان اوکه موچی از جنس ابریشم نوشته شده‌است.